# 网状模型
网状模型是一种可以灵活地描述事物及其之间关系的数据库模型。最早由美国的查尔斯·巴赫曼发明。

## 概况
层次模型使用树形结构来表示实体及实体间的关系，每一个结点表示一个记录，除了根节点外每一个节点都有且仅有一个双亲结点，但可以有多个子节点。但是网状模型允许一个结点可以同时拥有多个双亲结点和子节点。因而同层次模型相比，网状结构更具有普遍性，能够直接地描述现实世界的实体。也可以认为层次模型是网状模型的一个特例。